# S.T.A.L.K.E.R. 2: Heart of Chornobyl
S.T.A.L.K.E.R. 2: Heart of Chornobyl (срп. S.T.A.L.K.E.R. 2: Срце Чернобиља) надолазећа је рачунарска игра у жанру пуцачине из првог лица с отвореним светом коју развија украјинска компанија GSC Game World за Microsoft Windows и Xbox Series X/S и која представља четврти део серијала игара S.T.A.L.K.E.R. Као и у претходним деловима, радња игре S.T.A.L.K.E.R. 2: Heart of Chornobyl се одвија у зони искључења Чернобиљске нуклеарне електране, где се увлаче авантуристе („сталкери”) у потрази за фантастичним артефактима, али се суочавају са мутантима, аномалијама и другим опасностима.
Игра је првобитно објављена 2010. године и требало је да изађе 2012, али је првобитни пројекат отказан, а развојни тим распуштен. Године 2018. GSC Game World је најавио наставак развоја; објава је планирана за 8. децембра 2022. на Xbox Series X/S и Microsoft Windows. За игру се планира комбинација елемената жанрова пуцачине из првог лица и survival horror-а, као и отворени свет за истраживање.

## Гејмплеј
S.T.A.L.K.E.R. 2: Heart of Chornobyl је пуцачина из првог лица у отвореном свету са елементима survival horror-а и игре улога. Радња се одвија у постапокалиптичкој Чернобиљској зони искључења, у којој је — поред несреће 1986. године — 2006. године дошло до друге катастрофе, која је донела последничне измене у физичким, хемијским и биолошким процесима на овом подручју, а појавило се и мноштво аномалија, артефаката и мутираних бића.

## Развој

### Рани период развоја
У почетку је рад на игри S.T.A.L.K.E.R. 2 почео 1. децембра 2009. године, убрзо након објаве игре S.T.A.L.K.E.R.: Call of Pripyat. Поред верзије за Windows, планирана је објава и за играчке конзоле Xbox 360 и PlayStation 3. Развојни тим је тврдио да ће игра бити заснована на потпуно новом погону игре „направљеном од нуле”, али је заправо коришћен GSC-ов сопствени погон X-Ray из претходних делова, с тим што је ажуриран на верзију 2.0 и дорађен у складу са свим вишеплатформским захтевима. Званична најава игре је одржана 13. августа 2010. године, а излазак је планиран најраније 2012.
| „                                                             | Након што су званичне продаје серијала широм света премашиле број од 4 милиона, потпуно смо се уверили у потребу да се створи следећа велика игра у универзуму S.T.A.L.K.E.R.-а. То ће бити наставак мегапопуларне игре који играчи од нас очекују. | ” |
| — Сергиј Григорович, главни продуцент игре, 13. августа 2010. | |   |

Међутим, пројекат је пао у „развојни пакао”, а у децембру 2011. рад на пројекту је замрзнут након одлуке Сергија Григоровича да распусти развојни тим GSC Game World. Више од 6 година игра се сматрала потпуно отказаном све док средином маја 2018. није поново најављена.

### Оживљење
Након година неактивности у децембру 2014. се GSC Game World поново саставља за развој игре Cossacks 3. Четири године касније, на страници игре на Фејсбуку, најављен је развој новог дела S.T.A.L.K.E.R. 2 са везом на званични сајт www.stalker2.com. Касније је откривено да ће игра бити развијена на основи Unreal Engine 4. Ова верзија S.T.A.L.K.E.R. 2 је најављена изузетно рано у развоју, односно у „фази пројектовања”. Григорович је касније изјавио у подкасту да је најава пројекта у 2018. у великој мери намерена да скрене пажњу јавности како би се склопио уговор о објављивању на Е3 2018.
О пројекту је мало тога познато све до Е3 2021, где је на конференцији компанија Microsoft и Bethesda приказан потпун гејмплеј трејлер. Датум изласка је померен за 28. април 2022. године. У августу 2021. је изјављено да је погон игре ажуриран на Unreal Engine 5.

### Инвазија Русије на Украјину
Након избијања инвазије Русије на Украјину 2022. године GSC, са седиштем у Кијеву, објавио је видео на Јутјубу који позива на финансијску помоћ оружаним снагама Украјине, наводећи да је развој игре, због рата и потребе да се заштите GSC-ови запослени, на неодређено време обустављен. Уследила је и објава на Твитеру која указује на налог за донацију украјинској војсци и константује: „Кроз смрт, бол, рат, страх и нељудску окрутност Украјина ће истрајати. Као и увек.” 14. марта 2022. поднаслов игре је промењен у Heart of Chornobyl, што одражава матерњи украјински правопис уместо руског.